# Памятник-бюст Льву Толстому (Кривой Рог)
Бюст Льву Толстому — памятник в Терновском районе города Кривой Рог Днепропетровской области.

## История
28 августа 1966 года на площади Толстого в Терновском районе города установлен памятник Л. Н. Толстому.
В 1969 году произведена капитальная реконструкция.
Снесён в ноябре 2024 года.

## Характеристика
Авторы: скульптор А. В. Васякин, архитектор Б. П. Кохно.
Изготовлен из чугуна в литейном цехе завода «Криворожсталь» бригадой формовщиков-литейщиков под руководством Н. П. Репникова. Окрашен чёрной краской.
Постамент квадратной в плане формы размерами 0,72×0,72 м, высотой 2,32 м, облицованный восемью полированными коричневато-красными гранитными плитами. Бетонное основание размерами 1,2×1,24 м окрашено чёрной краской.
Общая высота памятника составляет 3,85 м.